# Batalla de Sarighamish
La batalla de Sarighamish (en armeni: Սարիղամիշի ճակատամարտ, Sarighamishi chakatamart; en rus: Сражение при Сарыкамыше; en turc: Sarıkamış Harekatı) va ser un enfrontament entre l'Imperi Rus i l'Imperi Otomà durant la Primera Guerra Mundial que es va lliurar entre el 22 de desembre de 1914 fins al 17 de gener de 1915 com a part de la campanya del Caucas.
El resultat va ser una victòria russa. Els otomans van emprar una estratègia que exigia que les seves tropes fossin altament mòbils per arribar als objectius especificats en els moments precisos. Aquest enfocament es basava tant en tàctiques alemanyes com napoleòniques. Les tropes otomanes, mal preparades per a les condicions hivernals, van sofrir grans baixes a la muntanya Allahüekber. Els otomans es refereixen a aquest succés com Sarıkamış Faciası ('Desastre de Sarighamish').
Posteriorment, el líder otomà Enver Paşa va culpar públicament la seva derrota els armenis, i la batalla va servir com a preludi al Genocidi armeni.

## Antecedents
Rússia veia el Front del Caucas com un front secundari del Front Oriental i, per tant, el Front Oriental van gaudir de la major part dels recursos russos.
Rússia havia pres la fortalesa de Kars als otomans durant la guerra russoturca de 1877-1878 i la va incorporar a l'administració militar de l'oblast de Kars, i ara temia que la Campanya del Caucas estigués dirigida a recuperar Kars i el port de Batum.
Una campanya al Caucas tindria un efecte de distracció per a les forces russes. Aquest pla va trobar la simpatia dels assessors alemanys, que van veure que un èxit en aquesta regió significaria una desviació de les forces russes del front de Polònia i Galítsia cap aquest front. Alemanya va subministrar els recursos i es va utilitzar en la batalla el 3r Exèrcit otomà.
L'objectiu estratègic immediat de la Campanya del Caucas era recuperar Artvin, Ardahan, Kars, i el port de Batum. Com a objectiu a més llarg termini, el ministre de la guerra otomà, Enver Paşa, esperava que un èxit facilitaria l'obertura de la ruta cap a Tbilisi i més enllà, iniciant una revolta dels musulmans del Caucas. Un altre dels objectius estratègics dels otomans, i també dels alemanys, era tallar l'accés de Rússia als seus recursos d'hidrocarburs dels voltants de la mar Càspia.

## El preludi de la batalla
El quarter general del 3r Exèrcit otomà estava en Erzurum, sota el comandament de Hasan Izzet Paşa. El 30 d'octubre de 1914, el quarter general del 3r Exèrcit va ser informat per l'Alt Comandament de Constantinoble sobre el bombardeig de l'armada otomana dels ports russos de Sebastopol, Novorossiïsk, i Odessa, en la mar Negra. L'Alt Comandament esperava que l'exèrcit rus creués la frontera otomana en qualsevol moment.
L'ofensiva de Bergmann (del 2 al 16 de novembre de 1914) va acabar amb la derrota de les tropes russes sota el comandament de Georgy Bergmann. L'èxit rus va ser al llarg de la zona sud de la línia de l'ofensiva. Hasan Izzet va estabilitzar el front, deixant als russos a 25 km de l'interior de l'Imperi Otomà, al llarg de l'eix Erzurum-Sarighamish.

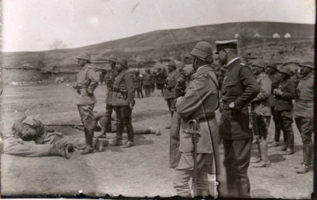
Enver Paşa i Otto von Feldmann inspeccionant les tropes, 1914

El ministre de la guerra, Enver Paşa, va idear un pla d'operacions mentre es trobava al Departament de Guerra en Istanbul. La seva estratègia es basava en els principis alemanys copiats de Napoleó. El pla d'Enver involucrava un sol moviment envoltant usant tres cossos: 
- en el flanc dret, l'11è Cos fixaria els russos al seu lloc i durien a terme atacs de finta,
- al centre, el 9è Cos lluitaria en direcció cap a Sarighamish,
- l'adjunt de l'Estat Major del 10è Cos, el coronel Hafız Hakkı Paşa, estaria al flanc esquerre, es dirigiria cap a Oltu, creuaria la muntanya Allahüekber, tallaria la carretera de Kars, i conduirien als russos cap a la vall de l'Araxes, on amb un atac concentrat dels tres cossos destruirien les forces russes.

Mentrestant, una unitat sota el comandament de Stange Bey (Destacament de Stange Bey), duria a terme operacions altament visibles per distreure i fixar les unitats russes. L'èxit de l'operació depenia de que totes les tropes arribessin als seus objectius especificats en el moment correcte. La primera part del pla es va complir quan els russos van concentrar les seves forces en Sarighamish i Köprüköy després de l'ofensiva de Bergmann.

Hasan Izzet Paşa no estava a favor d'una acció ofensiva amb les dures condicions de l'hivern. Ell tenia la intenció de romandre en una postura defensiva, atraient els russos cap a la fortalesa d'Erzurum i llançar un contraatac. Hafız Hakkı va ser enviat per reemplaçar el comandant del 10è Cos per activar el 3r Exèrcit. Enver Paşa va destituir a Hasan Izzet del comandament el 14 de desembre. Izzet va dir a Enver:
| « | Hem de tenir en compte 8 o 9 dies per a una gran maniobra d'encerclament. No obstant això, durant aquest temps el 9è Cos, que romandrà en la part davantera, podria posar-se en perill. Fins i tot si s'executa la maniobra amb dos cossos, és probable que s'enfrontessin amb dificultats contra l'enemic. | » |

Enver volia que el seu pla fos executat a través d'una ofensiva d'hivern, i va decidir fer-se càrrec. Va deixar Istanbul amb el general Fritz von Bronsart Schellendorf i amb el cap de l'Oficina d'Operacions, el tinent coronel Otto von Feldmann. Van arribar a Erzurum el 21 de desembre. Els comandants veterans otomans es van oposar a la renúncia forçada de Hasan Izzet causa del seu rebuig del pla. 

## Batalla

### El camp de batalla

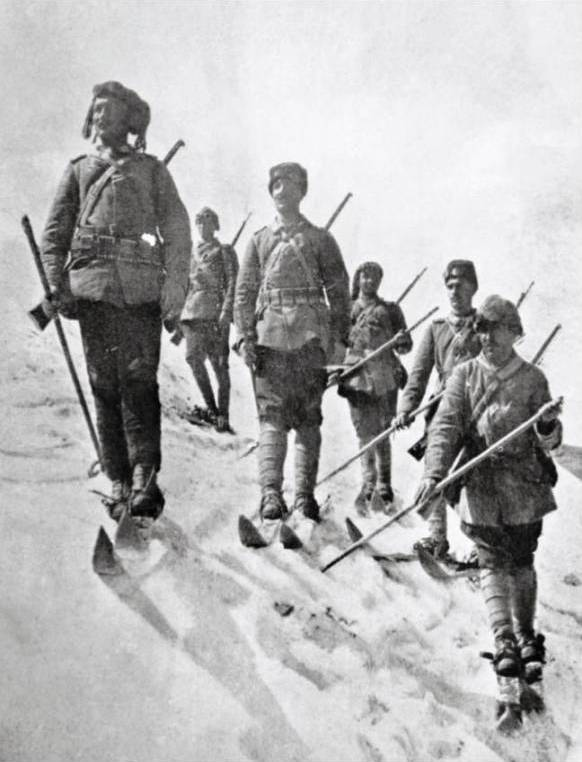
Roba d'hivern del 3r Exèrcit Otomà

La línia del front tenia gairebé 1.250-1.500 km d'ample, des de la mar Negra fins al llac Van, el que va fer difícil la concentració militar. L'operació es va executar en un altiplà amb una mitjana de 1.500-2.000 metres sobre el nivell del mar.
La principal dificultat de la regió van ser les carreteres; la infraestructura de transport a la banda otomana estava lluny de ser suficient. El principal avantatge de Rússia va ser la línia de ferrocarril Kars-Gyumri-Akhalkalaki i una terminal a Sarighamish. El ferrocarril estava a uns 24 km de la frontera. L'única manera que un exèrcit aconseguís travessar les muntanyes del Caucas era a través dels alts ports de muntanya on es trobaven les ciutats Kars i Sarighamish. Més enllà, les valls superiors del riu Araxes i Eufrates s'estenien cap a l'oest. Tots els altres camins eren meres pistes que eren impenetrables per a l'artilleria.
Les forces es van concentrar al voltant de 80 km a cada costat de la frontera, a les fortaleses de Kars al costat rus i Erzurum al costat otomana.
El 3r Exèrcit, sota el comandament d'Enver, es componia del 9è, 10è i 11è Cos. El quarter general del 3r Exèrcit i el 9è Cos es trobava en Erzurum, el 10è Cos estava estacionat en Sivas, i el 11è Cos estava en Elazığ. Es va establir un destacament a partir de la 3a Divisió d'Infanteria (Destacament Stange Bey), sota el comandament del tinent coronel alemany Stange, estacionat originalment en Tràcia, per reforçar l'ofensiva i fixar als russos; aquesta unitat estava formada per dos batallons del 8è Regiment d'Infanteria i dues bateries d'artilleria. El poder de combat de 83.000 tropes regulars, reserves, i personal de la fortalesa de Erzurum va ascendir a 118.000 homes. La mà d'obra total, incloent les unitats de transport, magatzems dels regiments i la policia militar era de 150.000. Hi havia 73 metralladores i 218 peces d'artilleria. Les forces otomanes no estaven preparades adequadament per a la campanya. Dues divisions del 9è Cos van començar un llarg viatge sense roba d'hivern i només pa sec i olives per a les racions.
L'Exèrcit rus del Caucas rus va equipar bé a 100.000 soldats. No obstant això, els russos van reassignar gairebé la meitat de l'Exèrcit del Caucas al front de Prússia, a causa de les derrotes en la batalla de Tannenberg (del 2 d'agost al 23 de setembre de 1914) i la batalla dels llacs Masurians (del 9 al 14 de setembre de 1914), deixant després 60.000-65,000 homes.
Per posar remei a aquests moviments de tropes, el comte Illarion Ivanovich Vorontsov-Dashkov va consultar a l'alcalde de Tbilissi Alexandre Khatsian, el primat de Tbilisi, el bisbe Mesrop, i el destacat líder cívic Dr. Hagop Zavriev sobre la creació de destacaments de voluntaris armenis. Els reservistes armenis russos ja havien estat reclutats per les forces armades regulars i s'havien enviat al teatre d'operacions europeu. Les unitats de voluntaris van consistir en armenis, que no eren ciutadans de l'imperi i no estaven obligats a servir. No obstant això, moltes altres comunitats no russes també van estar representades en l'Exèrcit rus del Caucas com a voluntaris, reclutes i soldats regulars i oficials. Aquests homes particularment inclosos pertanyien a comunitats d'ortodoxos cristians assentats a la rodalia de l'oblast de Kars des de 1878, com georgians i grecs del Caucas, que en general van entrar en servei en l'exèrcit imperial rus com un mitjà per aconseguir les ambicions de les seves pròpies comunitats per recuperar el territori grec ortodox dels otomans musulmans al finalitzar la campanya russa. Originalment, es van crear quatre batallons de voluntaris. Al llarg de l'oblast de Kars, el 3r batalló comandat per Hamazasp (Hamazasp Srvandztyan) i 4t batalló comandat per Keri (Arxak Gavafian) operaven en el front cap a Erzurum, entre Sarighamish i Oltu. El Comandant en Cap del Districte Militar del Caucas (Exèrcit del Caucas) va ser Illarion Ivanovich Vorontsov-Dashkov. El comandament efectiu estava en mans del general d'infanteria Aleksandr Zakharevich Myshlayevsky, que originalment era un historiador militar que es va graduar en l'Acadèmia Imperial d'Estat Major. El general Nikolai Iudénitx era el seu Cap d'Estat Major.

### 22-28 de desembre: Les maniobres inicials
Hafız Hakkı estava al flanc esquerre. La seva missió era moure el 9è i 10è Cos de Sarighamish i Kars. El pla es va dissenyar en dos passos: un atac inicial sobtat i una segona etapa amb els dos cossos marxant a tota velocitat cap a Oltu. S'esperava que l'assalt a Narman es fes a la tarda del 22 de desembre. A continuació, el Cos marxaria a 30 km al dia i arribarà a la línia Kars-Sarighamish línia abans del 25 de desembre. Van ser enviades dues divisions del Destacament de Stange per mar des de Constantinoble cap a Trebisonda.

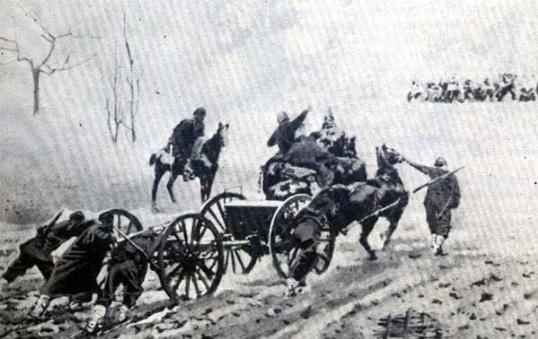
Soldats empenyent una peça d'artilleria

A principis del 22 de desembre, Hafız Hakkı va ordenar a les seves tropes de seguir endavant. Van participar en una breu escaramussa contra una brigada russa comandada pel general Istomin prop de Kaleboğazı, a l'oest d'Oltu. Les escaramusses en Kaleboğazı van acabar l'endemà i els otomans van capturar quatre peces d'artilleria, quatre metralladores i 1.000 soldats russos.
El 23 de desembre, Istomin va abandonar la seva posició i es va dirigir cap a Ardahan. Hafız Hakkı va enviar dues divisions per perseguir a Istomin. En l'extrem esquerre, el Destacament de Stange, que havia desembarcat en Trebisonda, es va moure per la vall del Çoruh i a través d'un pas a 2.438 metres d'altitud cap a Ardahan. Al mateix dia, el 92è Regiment de la 31a Divisió otomana, creient que la unitat que estava enfront d'ells eren russos, va obrir foc al flanc de la 32a Divisió; en la batalla de 4 hores de foc amic enmig de la boira van morir 2.000 soldats otomans i van resultar ferits molts més.

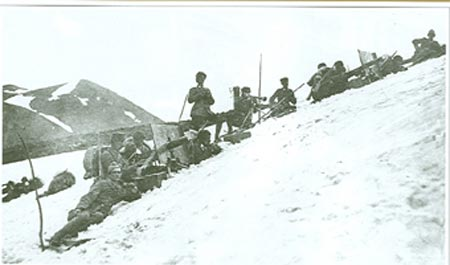
Posició otomana de metralladora en la Muntanya Allahüekber

El 24 de desembre, Hafız Hakkıi va anar molt més enllà d'Oltu després d'haver marxat 75 km en poc més de tres dies. No obstant això, no van arribar a la línia de Kars-Sarighamish com estava previst.
El 25 de desembre, les tropes otomanes havien estat marxant durant 14 hores sota una forta nevada. Els soldats estaven esgotats i famolencs; la por de morir congelat i de les metralladores russes va ser reemplaçada lentament per l'absoluta indiferència.
Durant les primeres hores del 26 de desembre, en l'hora 18 de la marxa, el 91è Regiment d'Infanteria del 10è Cos va estar sota el foc enemic. Els russos van deixar l'escena després de gairebé dues hores de lluita. El regiment va reprendre la seva marxa i aviat va començar una tempesta de neu. En aquestes condicions, el 91è Regiment va aconseguir anar de Penek a Kosor (una distància de tan sols 8 km) en 21 hores. Altres unitats van arribar a les seves destinacions a un ritme similar. Mentre Enver estava ordenant un atac nocturn, elements del 10è Cos pernoctaven als pobles de Kosor, Arsenik i Patsik, que estaven a 40, 35 i 30 km de Sarighamish, respectivament. Encara havien de travessar la muntanya Allahüekber, i milers de soldats otomans van morir d'hipotèrmia en la neu.

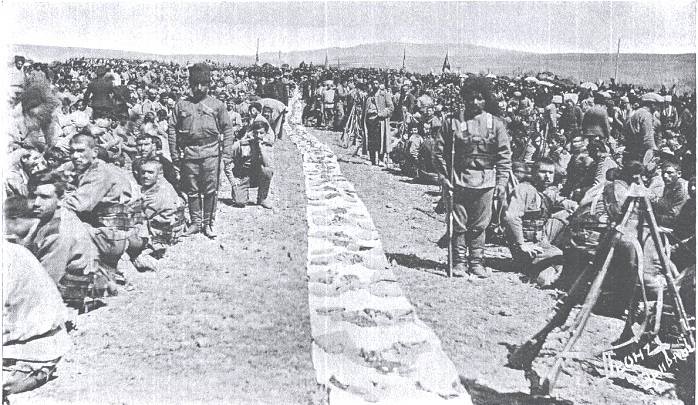
4t Batalló de voluntaris armenis ocupant el pas de Barduz

El 10è Cos va patir un retard de 24 hores en el pas de Barduz i el 4t Batalló del voluntaris armenis van perdre 600 soldats en una batalla en el pas.
Quan el comandant Malyshevsky va arribar al quarter general del front rus, va donar l'ordre de retirada general. El procés de retirada va començar entre el 25 i 26 de desembre. Els russos van evacuar Sarighamish, deixant dos esquadrons de cavalleria i 1.000 ferroviaris per defensar-la. No tots els comandants russos estaven en estat de pànic. El quarter general de l'exèrcit rus va mantenir un ferm control de la situació i mai es va perdre el comandament i el control efectiu. El general Nikolai Iudénitx va prendre el comandament del 2n Cos del Turquestan i va decidir oferir resistència.
El 28 de desembre, els russos van aturar el 11è Cos otomà en Horasan. El 9è Cos estava a Sarighamish. El 10è Cos amenaçava amb trencar el front rus al llarg de la línia de ferrocarril de Kars cap a l'est. El Destacament Stange va descendir sobre Ardahan, a 95 km al nord-est. El pla operatiu d'Enver buscava l'èxit planejat sobre paper. No obstant això, les forces otomanes estaven gastades, mig mortes de fam, i curtes d'armes i municions. No tenien cap esperança d'arribar al seu objectiu a temps. Enver va pensar que els russos es retiraven cap a Kars, però en realitat va ser un moviment envoltant.

### 29 de desembre: Assalt a Sarighamish
El 29 de desembre es va dur a terme l'assalt a Sarighamish. El 9è i l'11è Cos, un total de 12.000 homes, van començar a atacar Sarighamish. Durant els combats amb baioneta, només 300 homes van aconseguir entrar a la ciutat. Finalment van ser expulsats, perdent 6.000 efectius. Enver va rebre la informació que els russos es preparaven per envoltar les seves forces amb una força de cinc regiments.
El 31 de desembre, el 9è Cos va ser aturat al bosc dels afores de Sarighamish i va quedar reduït a uns 2.500 homes i 14 peces d'artilleria i metralladores. En la mateixa nit van arribar notícies al quarter general en Bardız: la 32a Divisió havia abandonat les seves posicions als russos. Això significava que les carreteres de Barduz i Kızılkilise estaven ara en mans dels russos. Les forces otomanes s'havien quedat envoltades dins d'un semicercle. Enver es va negar a perdre impuls i va ordenar a les seves unitats continuar amb el seu pla.
L'1 de gener de 1915, el comandant del 9è Cos va efectuar un atac frontal contra Sarighamish, que es va perllongar durant els següents quatre dies; després d'iniciar la lluita, va començar a perdre impuls. La neu obstaculitzava l'avanç de les forces de reforç. El 9è Cos es va desfer en el camí cap a Sarighamish; una de les seves divisions van perdre el 40% de les seves tropes en una tempesta de neu. El 10è Cos mai va arribar al rescat; el 90% del 10è Cos va morir en els vessants de las muntanya Allahüekber. El 11è Cos estava lluitant a la regió del riu Araxas. Un regiment va entrar en Çerkezköy, però va ser capturar ràpidament. Mentre, el Destacament de Stange va entrar en Ardahan en la data prevista, però les seves tropes estaven esgotades. Els russos estaven a punt d'envoltar a les forces restants.

### 2-3 de gener: Atrapats en un semicercle
El 2 de gener, el foc d'artilleria russa va causar greus baixes. Enver va rebre dos informes; un era del cap de l'Estat Major del 9è Cos, el tinent coronel Şerif, i l'altre del coronel Hafız Hakkı. Tots dos informes van dir que estaven massa febles per llançar un altre atac. Enver va respondre a les unitats: «L'ofensiva és anar amb tota la seva força». Més tard, Enver es va centrar en assegurar les rutes per la retirada en lloc d'insistir en nous atacs per a prendre Sarighamish. També va combinar el 9è i 10è Cos, i va canviar els seus noms pel d' Exèrcit de l'ala esquerra. Va promoure el coronel Hafız Hakkı a general de brigada i li va donar el comandament del nou Exèrcit de l'ala esquerra.
El 3 de gener, el 9è Cos van ser expulsats cap a la mateixa direcció de retirada de les restes del 10è Cos. Hafız Hakkı esperava reforços. Ell no va ordenar la retirada de les seves unitats, ja que creia que encara seria possible prendre Sarighamish. Mentrestant, a uns 40 km al sud, l'11è Cos dirigit per Galip estava renovant els atacs contra les línies russes en un intent d'alleujar la pressió que estava rebent el 9è i el 10è Cos posicionats davant Sarighamish. Els russos avançaven i el cercle aconseguir es va fer més estret.
El 4 de gener, Hafız Hakkıi va recórrer la línia del front. Va dir a İhsan que la batalla havia acabat llevat que algunes de les tropes que estaven en la muntanya Allahüekber estiguessin encara vives.

### 4-15 de gener: La retirada

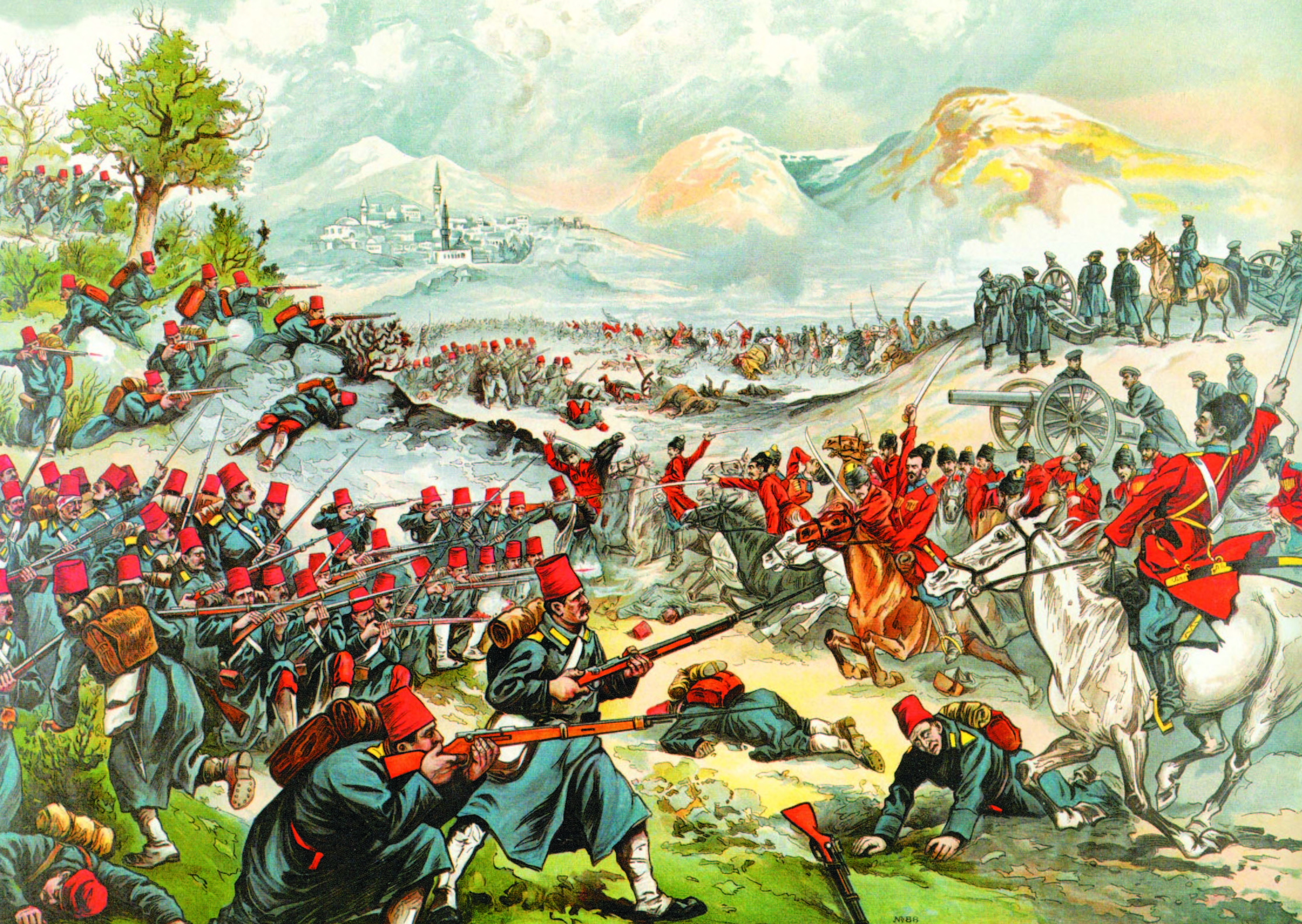
Cartell de propaganda russa que commemora la batalla, 1915

El 6 de gener, el quarter general del 3r Exèrcit otomà va ser atacat. Els russos van capturar tota la 28a Divisió. La 17a i 29a Divisió va ser feta presonera. Vuit oficials d'alt rang, incloent İhsan, es van rendir als russos. Entre els captius, 108 oficials i 80 soldats van ser transferits a Sarighamish. Hafız Hakkı va aconseguir escapar del perill i va poder arribar al quarter general del 10è Cos. Se li va dir que el 9è Cos havia caigut en mans dels russos i va ordenar la retirada total.
El 7 de gener, les forces restants van començar la seva marxa cap a Erzurum.
L'11 de gener, després de quatre dies de viatge, Enver i els oficials alemanys van arribar a Erzurum. S'havien estipulat en el seu pla original que la mateixa ruta podria ser utilitzada per l'avanç del 3r Exèrcit en dos dies. Els transports enviats des de Constantinoble, que transportaven tropes i provisions i que havien de desembarcar en Tebisonda, van ser enfonsats per un esquadró de vaixells de guerra russos de la mar Negra. Els vaixells escolta, el SMS Goeben i SMS Breslau, es van veure obligats a tornar al Bòsfor.
El 17 de gener, es van recollir els cadàvers de les forces otomanes al bosc dels voltants de Sarighamish, que va marcar el final de la lluita en aquest front.

## Conseqüències
L'ala dreta russa va aclarir la vall de Choruk. El projecte d'Enver va acabar en un fracàs després de tres setmanes de lluita enmig d'altes muntanyes i geleres profundes. Durant un temps, almenys, Rússia estava segura dels atacs al Caucas. Hafız Hakkı va creure que els russos utilitzarien aquest èxit per capturar la fortalesa de Erzurum. Immediatament, el 3r Exèrcit va tractar de prendre mesures, però això va resultar ser gairebé impossible, ja que es van esgotar totes les reserves locals.
El 12 de febrer, Hafız Hakkı va morir de tifus a l'edat de 36 anys. Otto Liman von Sanders, com ja havia fet abans, va rebutjar la posició de nou. Mahmut Kamil va prendre el comandament de l'Exèrcit. El ministre de la guerra, Enver Paşa, mai més va comandar tropes en una batalla. Un oficial alemany agregat a l'exèrcit otomà va escriure més tard, «el 3r Exèrcit otomà va patir un desastre que per la rapidesa i la integritat no té paral·lel en la història militar».

## Les baixes

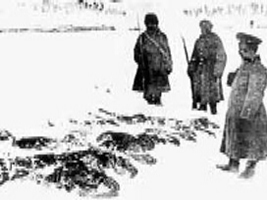
Russos recollint els cossos congelats de soldats otomans

El 3r Exèrcit otomà va començar amb 118.000 homes. El gener de 1915 s'havia reduït a 42.000 soldats eficaços. 25.000 soldats otomans van morir fins i tot abans que comencés la batalla, i els russos van trobar 30.000 cossos congelats després de la batalla. Finalment, tot el 3r Exèrcit va quedar reduït a no més de 12.500 homes.
Hi ha xifres contradictòries de les baixes otomanes, encara que és clar que les baixes otomanes van ser sens dubte enormes, i els hospitals militars de la zona d'Erzurum es va desbordar de ferits i malalts. Les fonts no estan d'acord en el total que s'ha d'incloure en la suma final. La història oficial de Turquia declara 32.000 morts en combat, 15.000 morts per malalties, 7.000 presoners, i 10.000 ferits, fent un total de 50.000 baixes; mentre que una estimació moderna comuna és de 90.000 morts i 40.000-50.000 capturats. Les víctimes del conflicte va augmentar més enllà del final del període actiu de la guerra; el problema més immediat que va patir el 3r Exèrcit va ser una epidèmia de tifus.
Els russos van confirmar que van fer 7.000 presoners de guerra, incloent 200 oficials (40.000-50.000 segons una altra estimació). Aquests presoners van ser confinats durant els pròxims tres anys en la petita ciutat de Varnavino, a l'est de Moscou, prop del riu Vetluga. Després dels últims dies de l'imperi Rus, aquests soldats van tenir l'oportunitat de tornar a l'Imperi Otomà.
Les pèrdues russes van ser de 30.000 homes: 16.000 entre morts i ferits, i 12.000 malalts, sobretot a causa de la congelació.

## Valoració

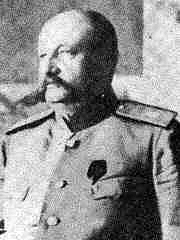
Nikolai Iudénitx
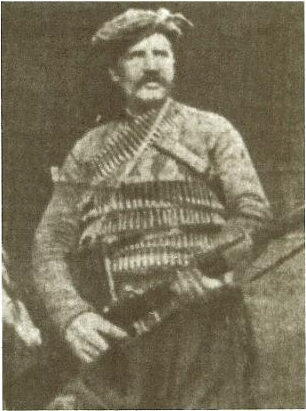
Arxak Gafavian
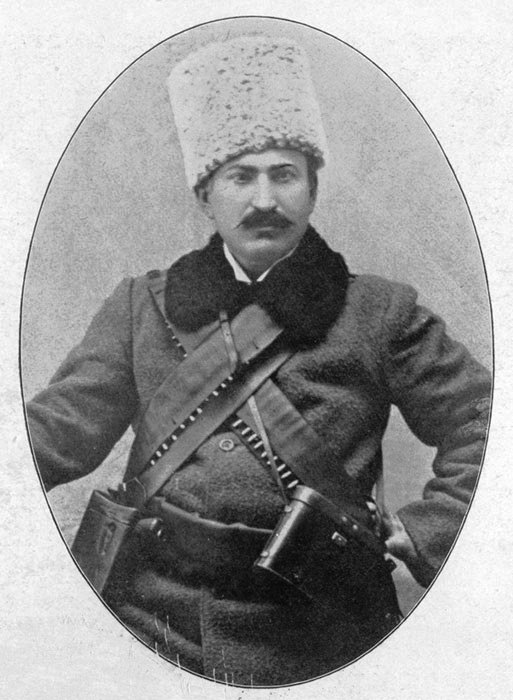
Hamazasp
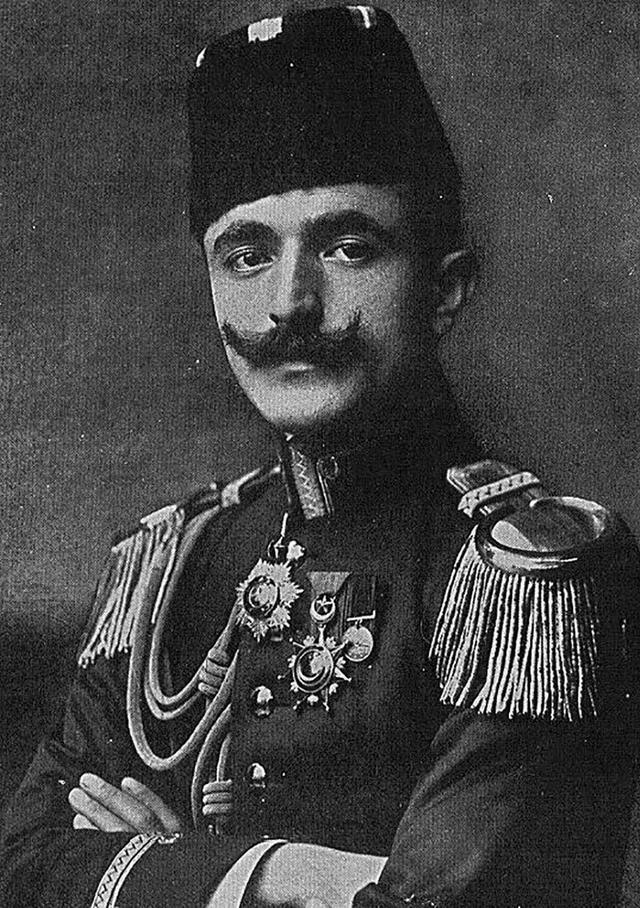
Enver Paşa
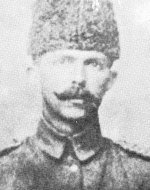
Hassan Izzet
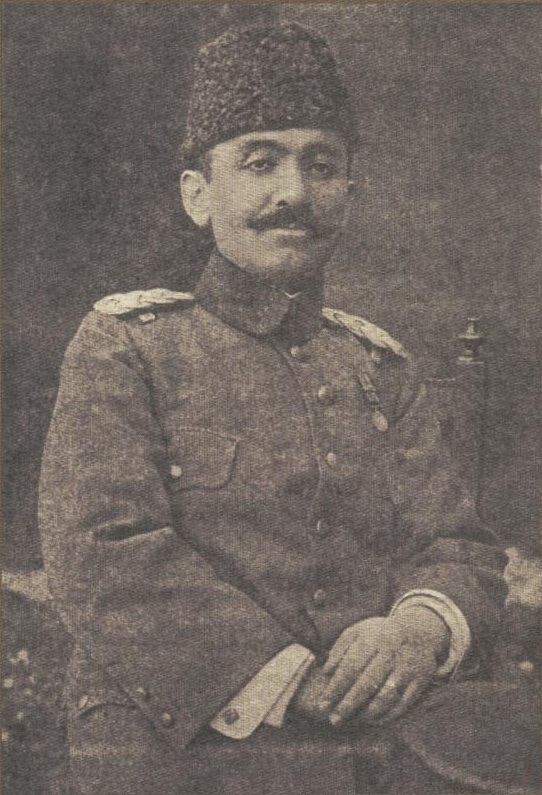
Hafız Hakkı

### L'operació
Enver va ser l'estrateg de l'operació. Hassan Izzet era el tàctic que havia d'implementar el pla i solucionar les deficiències i problemes. El fracàs va ser atribuït a Enver. Més enllà de la seva estimació errònia de com els russos reaccionarien davant del seu pla d'envoltar-los, el seu fracàs va ser el no mantenir les reserves operatives adequades. Ell no va tenir suficients serveis de camp per alleujar les dificultats amb què s'enfrontaven els soldats; va analitzar teòricament les necessitats operatives en lloc de fer-ho contextualment.
La realització d'un pla militar a l'hivern no va ser el major fracàs de l'operació. Una pregunta vàlida és si el pla es podia o no es podia executar millor. Va ser difícil de superar el rendiment dels soldats otomans. El 9è i 10è Cos van marxar amb la màxima eficàcia donades les condicions. La majoria de les unitats van aconseguir avançar fins a la posició correcta. Pel que fa a les baixes russes infligides, han de ser comptabilitzades.
La comunicació i la cooperació entre les unitats otomanes van fracassar; les forces funcionaven com a unitats separades en lloc de donar-se suport mutu en els combats, com estava previst originalment. No hi havia una reserva operacional suficient establerta per la mida d'aquest enfrontament. Les condicions per a les forces otomanes podrien haver estat millor si Enver hagués detingut les operacions el 24 de desembre, i no s'haguessin mogut més enllà de la línia d'Oltu amb les peces d'artilleria. La decisió de prendre l'artilleria pesada en lloc de l'artilleria de curt abast i armes de menor calibre més enllà de la línia d'Oltu va ser un fracàs, ja que les forces es van enfrontar amb destacaments amb una millor mobilitat.

El pla tenia una estimació errònia de la mida de les forces russes. Els caps dels estats majors del 9è i 10è Cos van ser reemplaçats per homes de poca o cap experiència en el nivell operatiu. El cap de l'estat major del 9è Cos, Şerif Köprülülü İlden, va dir:
| « | ...les tropes van lluitar a la part superior de les altes muntanyes sota la tempesta de neu contra l'artilleria de l'enemic de segles i van ser completament aniquilats, però ni un sol soldat otomà mai ha donat l'esquena a la seva nació ... A Sarighamish, no hi va haver pànic. | » |

### La infanteria lleugera

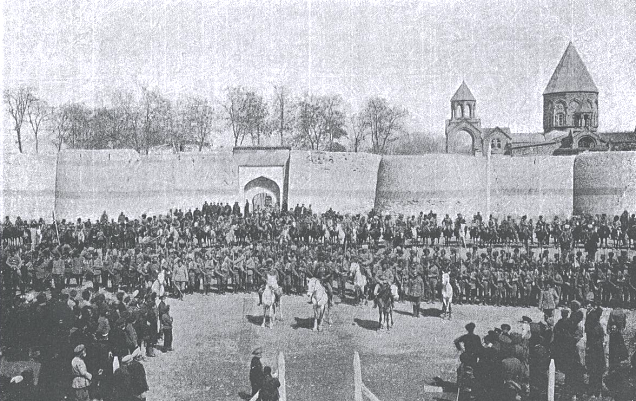
Batalló de voluntaris armenis, 1914

Durant la batalla, la infanteria lleugera va ser utilitzat per tots dos èxercits. Els destacaments de les unitats de voluntaris armenis per part de Rússia i el destacament del 1r Cos otomà, sota el comandament de Stange, van lluitar en escaramusses per davant del cos principal de la infanteria, assetjant i retardant l'avanç enemic o prevenir la seva fugida.
Les unitats dels destacaments d'armenis van ser les causants en gran manera de l'èxit de les forces russes, ja que eren nadius de la regió, ajustats a les condicions climàtiques, familiaritzats amb tots els camins i carreteres de muntanya, i eren ferotges i resolts en combat. Les unitats armènies eren petites, mòbils i ben adaptades a la lluita de guerrilla. Van fer una bona feina com a exploradors i van participar en molts enfrontaments severs. Els batallons dels destacaments d'armenis van desafiar les operacions otomanes durant els moments més crítics; el seu retard va permetre a l'Exèrcit rus del Caucas de concentrar força suficient al voltant de Sarighamish.

### Els armenis

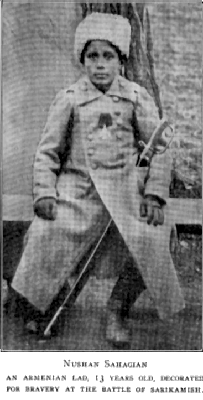
Nushan Sahagian, un voluntari armeni de 13 anys, que va guanyar una medalla pel seu valor en la batalla de Sarighamish

La relació entre l'Imperi Otomà i la seva població armènia ja havia començat a deteriorar-se després de la massacre de nombrosos armenis per tot l'imperi durant la dècada de 1890.

Durant el juliol de 1914, hi va haver negociacions entre el Comitè d'Unió i Progrés (CUP) i la intel·ligència armènia al congrés armeni d'Erzurum. La conclusió pública d'aquest congrés va ser aparentment «conductes ostensiblement pacífiques per avançar les demandes armènies per mitjans legítims». El CUP considerava el congrés com el planter per a l'establiment de la insurrecció. L'historiador Edward J. Erickson va concloure que després d'aquesta reunió, el CUP va ser convençut per perseguir forts vincles entre Armènia i Rússia amb plans detallats per separar la regió de l'Imperi Otomà.
Al seu retorn a Istanbul, Enver va atribuir el seu fracàs en les accions dels armenis locals de la regió. Les mesures repressives contra la població armènia de l'Imperi van ser una etapa primerenca del genocidi armeni. Aquesta política cap als armenis va ser acompanyadat en menor escala a la política otomana que va portar al genocidi grec contra els grecs pòntics i dels grecs del Caucas de l'oblast de Kars, també amb el pretext que, de la mateixa manera que els armenis, també ells havien lluitat o col·laborat amb l'Exèrcit rus del Caucas a Sarighamish i en altres llocs durant la Campanya del Caucas.